# Merck Molecular Force Field
Merck Molecular Force Field（MMFF、メルク分子力場）は、メルク・リサーチ・ラボラトリーズによって開発された力場ファミリーである。これらは、MM3力場に基づいている。MMFFは（タンパク質のシミュレーション向けあるいは小分子のシミュレーション向けといったように）単一の用途には最適化されていないが、幅広い有機化学計算においてうまく機能するように試みられている。この力場におけるパラメータは計算データに由来している。
MMFFファミリーで最初に発表された力場はMMFF94である。その他のMMFF実装を検証するために、HalgrenのMMFF94実装の分子構造一式と対応する出力がComputational Chemistry Listで公開されている。